# Maurice A. F. Breistroffer
Maurice A. F. Breistroffer (15 de julio de 1910 París-1986) fue un botánico, conquiliólogo, geólogo y entomólogo francés.
Realiza sus estudios secundarios en el "Liceo Champollion de Grenoble". Luego obtiene una Licencia de Ciencias naturales, trabajando en el prestigioso Laboratorio de Geología de Grenoble bajo la dirección de los profesores Maurice Gignoux y Léon Moret. Será en 1941, que es nombrado curador del Museo de Historia natural de Grenoble. Para su retiro en 1978, enriquece considerablemente el herbario, por sus propias recolecciones. Fallece el 17 de febrero de 1986, a los 76 años.
Breistroffer fue altamente reconocido por sus trabajos en Botánica mas también como especialista mundial en Ammonites.

## Honores
Fue miembro de numerosas sociedades científicas como la "Société géologique de France", siendo uno de los miembros activos del Bio-Club por más de 58 años. Dirigió tres sesiones extraordinarias de la "Société botanique de France", que tuvieron lugar en 1962, en Die y en Grenoble; en 1969 en Sisteron y en 1973 en Montélimar.

### Eponimia
- (Caryophyllaceae) Holosteum breistrofferi  Greuter & Charpin 1971
- (Poaceae) Festuca breistrofferi É.Chas, Kerguélen & Plonka 1993
- (Primulaceae) Androsace elongata (L.) Pall. ex Ledeb.  var. breistrofferi (Charpin & Greuter) Molero & J.M.Monts. 1983

## Algunas publicaciones
Breistroffer publicó numerosísimos artículos, especialmente sobre la taxonomía y la corología de la flora daufinoise y regional.
- 1937-1938-1941 . Supplément au Catalogue des Plantes vasculaires de la Drôme in Procès-Verbaux. Ed. Société dauphinoise d'Etudes Biologiques (Bio-Club)
- 1946-1948-1951 . Supplément au Catalogue des Plantes vasculaires des Basses-Alpes. En Bulletin de la Société Linnéenne de Lyon
- 1948-1954-1957-1960 . Supplément au Catalogue des Plantes vasculaires de l'Ardèche in Procès-Verbaux. Ed. Société Scientifique Dauphinoise & Bull. de la Société Linnéenne de Lyon

- La abreviatura «Breistr.» se emplea para indicar a Maurice A. F. Breistroffer como autoridad en la descripción y clasificación científica de los vegetales.[1]